# Plebejus orientaloides
Plebejus orientaloides är en fjärilsart som beskrevs av Ruggero Verity 1931. Plebejus orientaloides ingår i släktet Plebejus och familjen juvelvingar. Inga underarter finns listade i Catalogue of Life.